# Daïnah la métisse
Pour plus de détails, voir Fiche technique et Distribution.
Daïnah la métisse  est un film français réalisé par Jean Grémillon, sorti en 1932.
Mutilé par les producteurs, ce film « maudit » est très loin des clichés coloniaux de son époque.

## Synopsis
Sur un paquebot de luxe allant vers Nouméa ont embarqué Smith, un Noir illusionniste, et sa femme Daïnah, une métisse, qui attire les regards mais se refuse à lui. Lors d'une soirée dansante, celle-ci se déchaîne sur un air de jazz joué par un orchestre à dominante noire. Prenant ensuite l'air sur le pont, elle provoque l'envie de Michaux, un mécanicien à bord, qui se jette sur elle mais elle le repousse violemment en le mordant à l'épaule. Le lendemain, le Commandant lui fait visiter la salle des machines et elle reconnaît son agresseur. Le soir-même, elle est à nouveau au même endroit sur le pont mais disparaît du bateau : suicide ou assassinat ? Le commandant de bord et son second interrogent Michaux qui a conservé d'elle un mouchoir mais nie l'avoir jetée à l'eau. Soupçonné à son tour, Smith est furieux et coince Michaux au sommet de la salle des machines pour le précipiter dans le vide, se faisant lui-même justicier.

## Analyse
Tourné à Nice et en Corse en avril 1931 pour les extérieurs, mais se déroulant intégralement sur un bateau, « œuvre envoûtante et dirigée de main de maître », le film fascine par ses images expressionnistes et le surréalisme de certaines scènes, comme celle du bal masqué ou le numéro de magie de Smith.
Il est célébré comme « très éloigné des stéréotypes dominants de l’époque ». Contrairement à ses nombreux rôles où il doit montrer sa "force noire" et faire jouer ses muscles comme dans la plupart des films et pièces où il a joué, Habib Benglia y campe en effet un bourgeois éduqué et respecté de tous, digne et déterminé. En justicier, il tue un Blanc méprisable interprété par un acteur célèbre (Charles Vanel). Cela ne fut pas du goût des distributeurs « qui ont massacré ce long métrage avec application à la demande de Gaumont-Aubert » : de 2200 mètres dans sa version originale, il ne fait plus que 1500 mètres dans sa version commerciale pour ne durer finalement que 48 minutes. Pour marquer son indignation, Jean Grémillon retire son nom du générique. Le film est sorti sans exclusivité et sans succès. C'est cette version qui est éditée en DVD par Gaumont en 2011, sans que la version originale soit accessible.
De fait, ce « saccage » rend le film ambigu : les conflits de race et de classes sont rendus équivoques, le récit perd en clarté, notamment lorsque Smith explique à Michaux pourquoi il l'accuse, dialogue entrecoupé d'une scène de nuit où il voit de haut Michaux jeter sa femme à la mer. Le personnage de Daïna Smith est ambivalent : d'une grande beauté, elle éconduit son mari mais fréquente les hommes du bateau auxquels elle affirme que pour elle l'amour « c'est être désirée », se déchaîne comme en transe en dansant seule à la vue de tous sur un air de jazz et semble aguicher les hommes, y compris Michaux. Cette « troublante sarabande de séduction », vision négative de la femme noire, répond à une vision qu'a pu développer Pierre Daye, notoirement d'extrême-droite, dans sa nouvelle qui a inspiré Charles Spaak pour le scénario.
En revanche, les masques que portent tous les passagers lors du bal sont particulièrement disgracieux : cette scène fascinante peut correspondre à une volonté de Jean Grémillon de représenter les différentes facettes de la classe dirigeante française sous un jour caricatural.

## Fiche technique
- Titre : Daïnah la métisse
- Réalisateur : Jean Grémillon, assisté de Jacques Brillouin, Henri Storck
- Scénario : Charles Spaak d'après une nouvelle de Pierre Daye
- Décors : Jacques Lafitte
- Photographie : Louis Page, Georges Périnal
- Son : R. Bocquel
- Société de production : Gaumont Franco-Film Aubert (GFFA)
- Format : Noir et blanc - Son mono - 1,33:1
- Genre : Drame
- Durée : 48 minutes
- Date de sortie : 
  - France : 19 août 1932

## Distribution
- Laurence Clavius : Dainah Smith
- Habib Benglia : Smith, le mari de Daïnah
- Charles Vanel : Le mécanicien Michaux
- Gabrielle Fontan : Berthe
- Maryanne : Alice
- Gaston Dubosc : le commandant
- Lucien Guérard : le docteur